# جاستن مكارثي (لاعب هوكي الجليد)
جاستن مكارثي (بالإنجليزية: Justin McCarthy)‏ هو لاعب هوكي الجليد أمريكي، ولد في 25 يناير 1899 في ماساتشوستس في الولايات المتحدة، وتوفي بنفس المكان في 8 أبريل 1976.

## وصلات خارجية
- جاستن مكارثي على موقع EliteProspects.com (الإنجليزية)
- جاستن مكارثي على موقع Eurohockey.com (الإنجليزية)
- جاستن مكارثي على موقع أوليمبيديا (الإنجليزية)